# 维拉米罗廖
维拉米罗廖（義大利語：Villamiroglio），是意大利亚历山德里亚省的一个市镇。总面积9.66平方公里，人口337人，人口密度34.9人/平方公里（2009年）。ISTAT代码为006184。